# 2016 في روسيا
فيما يلي قوائم الأحداث التي وقعت خلال عام 2016 في روسيا.

## أحداث
- 25 ديسمبر – حادث تحطم طائرة وزارة الدفاع الروسية 2016
- 19 مارس – فلاي دبي الرحلة 981
- أدى حريق في مستودع في موسكو، روسيا، إلى مقتل 17 شخصًا على الأقل، جميعهم من العمال المهاجرين من قيرغيزستان.[1]
- الرئيس بوتين يوقف العمل بالاتفاق النووي لعام 2000 مع الولايات المتحدة بشأن التخلص من البلوتونيوم المستخدم في صنع الأسلحة النووية.[2]
- ميناء فستوتشني الفضائي.[3]

## سياسة

### تعيين في المنصب
- 5 ديسمبر – فياتشيسلاف فولودين رئيس مجلس الدوما.

### انتهاء فترة المنصب
- 19 أغسطس – دميتري ليفانوف وزارة التعليم والعلوم للاتحاد الروسي [الإنجليزية]‏.
- 5 أكتوبر – دنيس فورونينكوف عضو مجلس الدوما.

## ظهور
- 1 أبريل – الموسوعة الروسية العظمى

## برامج ومسلسلات وأنمي
- 1 ضد 100

## وفيات

### يناير
- 5 يناير – ليف نيكولايفيتش كوروليوف (مواليد 1926)
- 12 يناير – إيفان بوكافشين (مواليد 1995) لاعب شطرنج روسي.

### فبراير
- 10 فبراير – أناتولي إيلين (مواليد 1931) لاعب كرة قدم روسي.

### مارس
- 17 مارس – مئير داغان (مواليد 1945)
- 27 مارس – اناتولي سافين (مواليد 1920)

### أبريل
- 24 أبريل – نينا آرخيبوفا (مواليد 1921)

### يونيو
- 6 يونيو – فيكتور كورتشنوي (مواليد 1931)
- 19 يونيو – أنتون يلشين (مواليد 1989)
- 22 يونيو – فاسيلي باشكاريوف (مواليد 1949) سياسي روسي.

### أغسطس
- 19 أغسطس – نينا بونوماريوفا (مواليد 1929)

### أكتوبر
- 16 أكتوبر – فيكتور زوبكوف (مواليد 1937) لاعب كرة سلة روسي.
- 31 أكتوبر – فلاديمير زيلدين (مواليد 1915)

### نوفمبر
- 2 نوفمبر – أوليج بوبوف (مواليد 1930)
- 14 نوفمبر – فلاديمير بيلوف (مواليد 1958) لاعب كرة يد روسي.
- 16 نوفمبر – يوري بوبوف (مواليد 1936)
- 20 نوفمبر – ماريا جلازوفسكايا (مواليد 1912)
- 26 نوفمبر – يوري إيليسييف (مواليد 1996) لاعب شطرنج روسي.

### ديسمبر
- 1 ديسمبر – بافلينكو أناتولي فيدوروفيتش (مواليد 1940)
- 5 ديسمبر – حيدر جمال (مواليد 1947)
- 19 ديسمبر – أندريه كارلوف (مواليد 1954) دبلوماسي روسي.

1. ↑  ”حريق مستودع في موسكو يودي بحياة 17 عاملاً مهاجرًا على الأقل“. اطلع عليه في 11-05-2025.
2. ↑  بوتين يعلق الاتفاق النووي ويزيد من حدة الخلاف مع واشنطن. اطلع عليه في 11-05-2025.
3. ↑  كلارك، ستيفن. ”صاروخ سويوز ينطلق إلى الفضاء وعلى متنه 11 قمراً صناعياً - Spaceflight Now“. اطلع عليه في 11-05-2025.